# Formatge de la Nucia
El formatge de la Nucia o formatge de pastís és una varietat de formatge fresc originària de La Nucia, La Marina Baixa, al País Valencià. Està protegida amb una marca de qualitat des del 23 de desembre de 2008.
Aquest formatge està elaborat amb llet de cabra i de vaca. Té un pes d'entre un i dos quilos i forma troncocònica. És de color blanc, no presenta escorça i té una textura gelatinosa i tova. El seu sabor no és salat i presenta a la superfície uns característiques rombes a causa que abans s'utilitzaven oueres per elaborar-lo i al fet que actualment els motlles metàl·lics en els quals s'escorre el formatge imiten aquesta forma.